# 金砂镇
金砂乡，是中华人民共和国福建省龙岩市永定区下辖的一个乡镇级行政单位。2021年5月24日，撤乡设镇。

## 行政区划
金砂乡下辖以下地区：
上金村、赤竹村、西田村、卓坑村、秀山村、下金村和五坑村。